# Liptovský Mikuláš
Liptovský Mikuláš (voorheen Liptovský Svätý Mikuláš, Duits: Liptau-Sankt-Nikolaus of Sankt Nikolaus in der Liptau, Hongaars: Liptószentmiklos), is een stad in het noorden van Slowakije met ruim 33.000 inwoners. Liptovský Mikuláš is gelegen in de regio Liptov, tussen de Hoge en de Lage Tatra en aan de rivier Váh. In het noordwesten grenst de stad aan het gebergte Chočské vrchy.

## Geschiedenis
De plaats Mikuláš werd voor het eerst genoemd in 1286. De eerste schriftelijke verwijzing naar de Sint-Nicolaaskerk stamt uit 1299. Deze kerk, die het begin was van een grotere nederzetting, is het oudste gebouw van Liptovský Mikuláš.
Mikuláš was een belangrijk centrum van ambachten in de regio Liptov. De ambachtsmannen vormden gilden als smid, bontwerker, kleermaker, hoedenmaker en slager. Het oudste gilde, genoemd in 1508 was dat van schoenmaker.
In 1677 werd Liptovský Mikuláš de zetel van het lokale district en van het graafschap Liptov. De legendarische Slowaakse "Robin Hood", Juraj Jánošík, werd hier in 1713 veroordeeld en geëxecuteerd. In de negentiende eeuw werd de stad een van de centra van de Slowaakse nationale beweging.
Vanaf 1919 droeg de plaats, net als eerder al het geval was, de officiële Slowaakse naam Liptovský Svätý Mikuláš. In 1952 werd het woord Svätý (Nederlands: heilig) uit de naam gehaald. In de twintigste eeuw werden vele dorpen door Liptovský Mikuláš ingelijfd.

## Stadsdelen
De gemeente Liptovský Mikuláš bestaat uit de volgende kernen. Tussen haakjes staat het jaar waarin het stadsdeel of dorp bij de gemeente werd gevoegd.
| - Andice (in 1920 bij Benice gevoegd) - Benice (1976) - Bodice (1976) - Demänová (1976) - Iľanovo (1976) - Liptovská Ondrašová (1960) | - Liptovský Mikuláš - Okoličné (1971) - Palúdzka (1960) - Ploštín (1976) - Stošice (in 1882 bij Okoličné gevoegd) - Vitálišovce (in 1924 bij Okoličné gevoegd) |

## Verkeer en vervoer
Liptovský Mikuláš ligt langs de autosnelweg D1 (Slowaaks: diaľnica D1, E50), een verbinding tussen het westen en het oosten van Slowakije en aan de spoorlijn Žilina - Košice.

## Partnersteden
Er zijn een aantal partnersteden waar Liptovský Mikuláš mee verbonden is. Hieronder een lijst van steden:
| - Annecy (Frankrijk) - Bačka Palanka (Servië) - Dinkelland (Nederland) - Galanta (Slowakije) - Kalamaria (Griekenland) - Kemi (Finland) | - Kiskőrös (Hongarije) - Michalovce (Slowakije) - Opava (Tsjechië) - Slovenske Konjice (Slovenië) - Techová (Slowakije) - Zywiec (Polen) |

## Geboren
- Samuel Fischer (1859-1934), Duits uitgever
- Lenka Ilavská (1972), wielrenster
- Silvia Brezinova (1976), pornoactrice (Diana Doll, Sue Diamond) en model
- Martin Vyskoč (1977), voetballer
- Michal Martikán (1979), slalomkanovaarder
- Petra Vlhová (1995), alpineskiester
- Boris Baláž (1997), boogschutter

## Fotogalerij

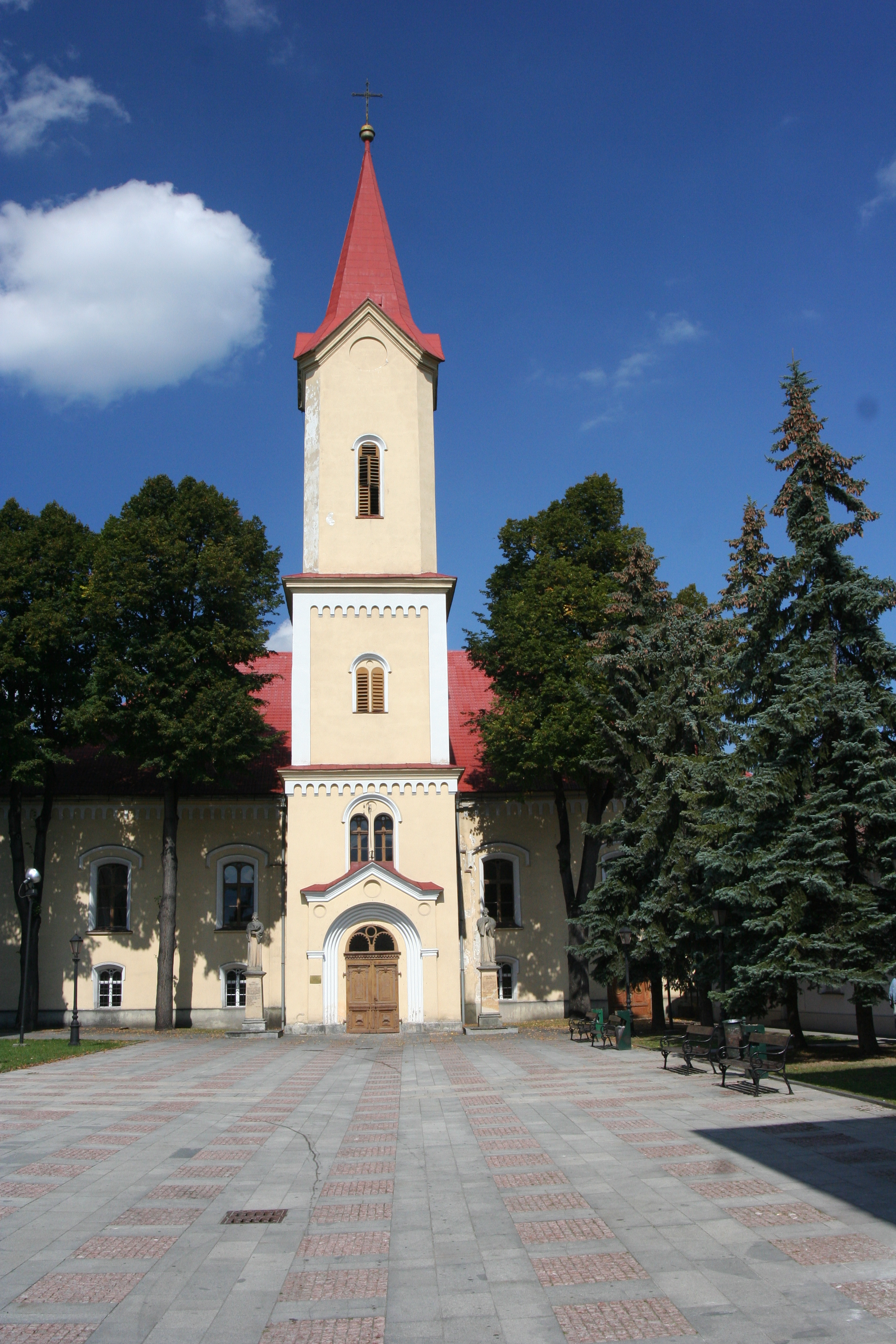
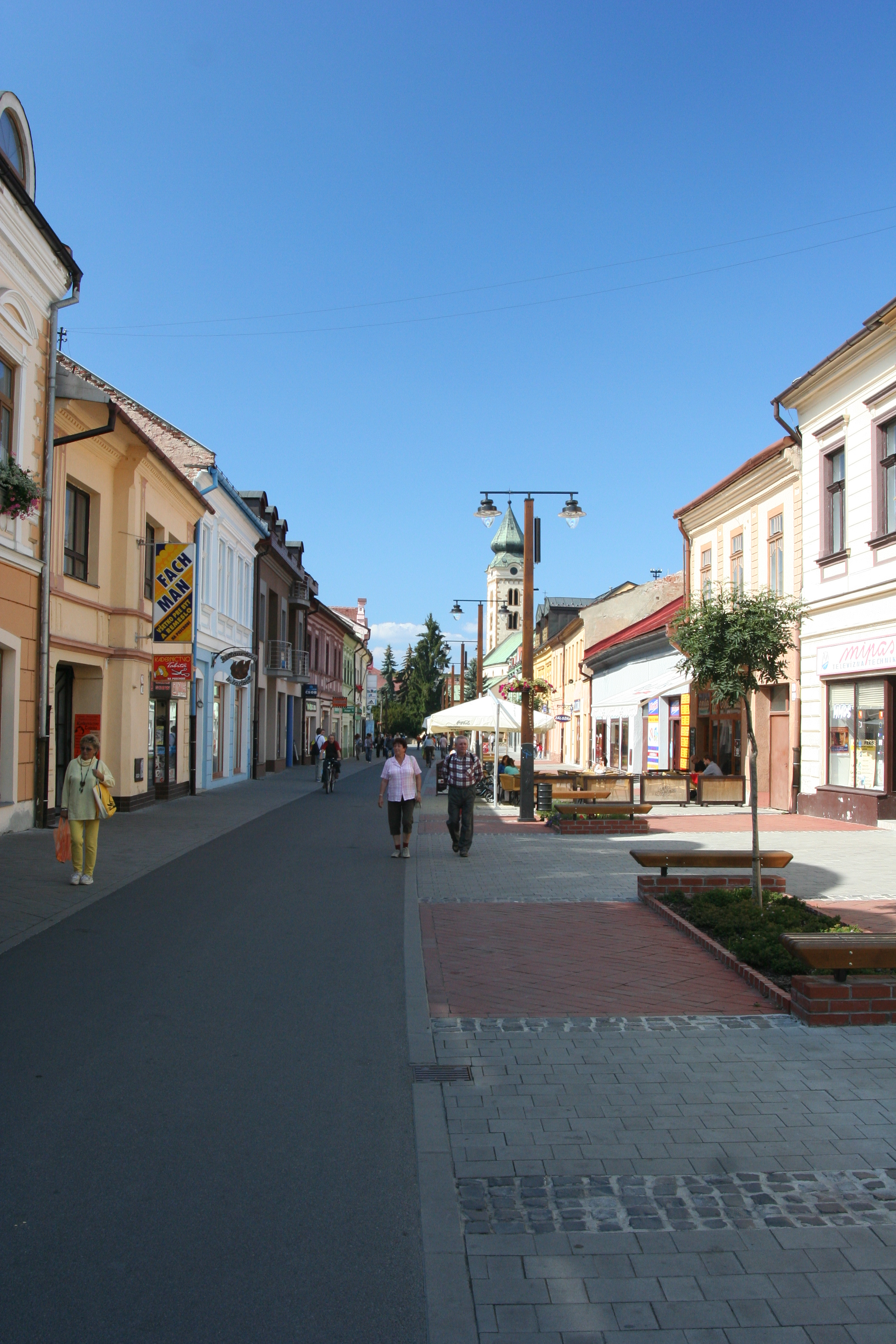
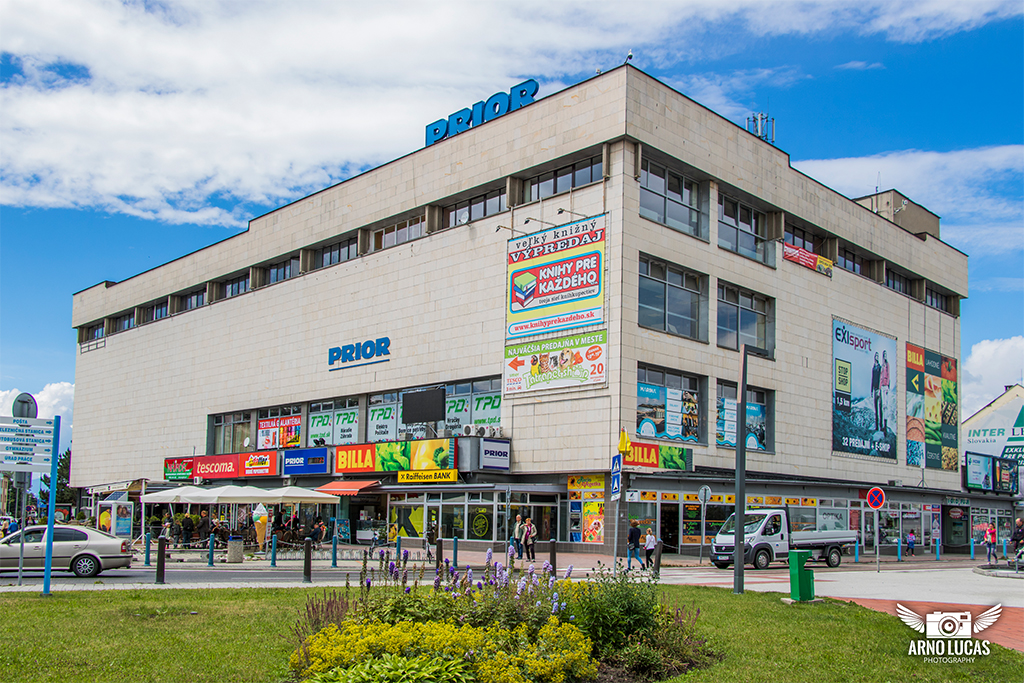
PRIOR warenhuis (vergelijkbaar met de V&D)
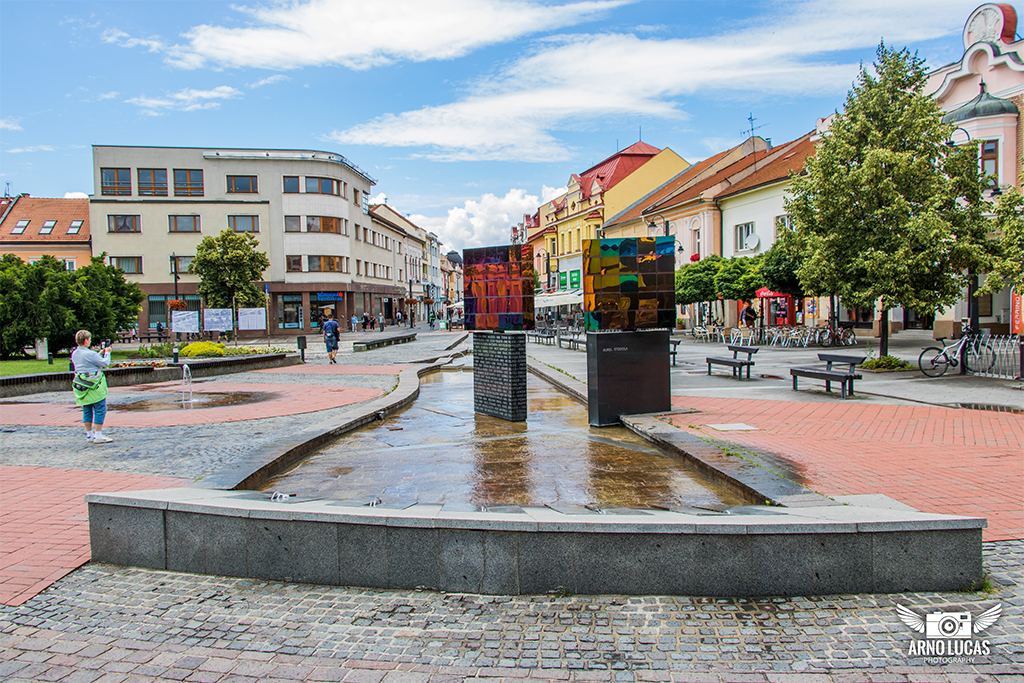
Fontána Metamorfózy
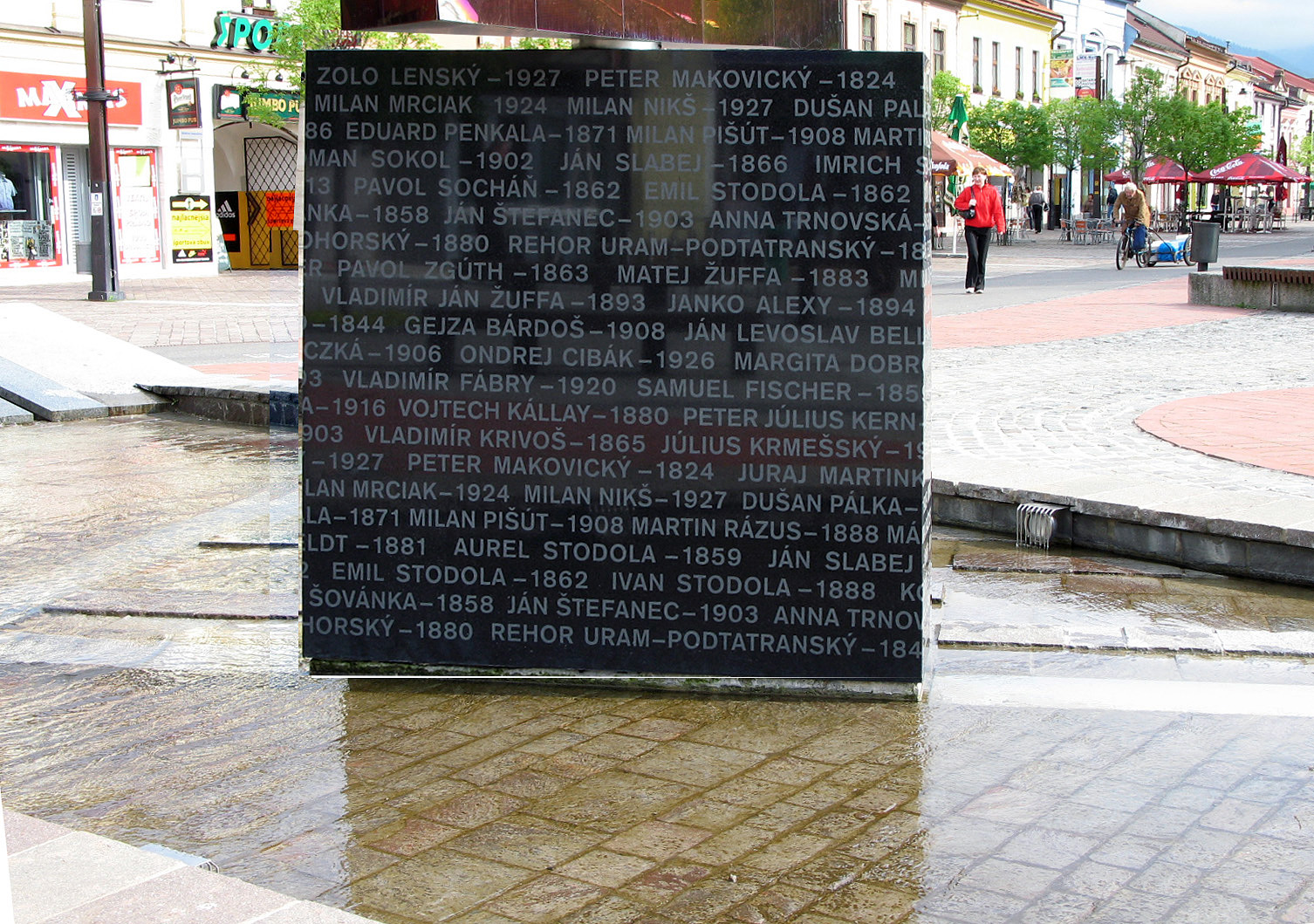
Fontána Metamorfózy (detail)
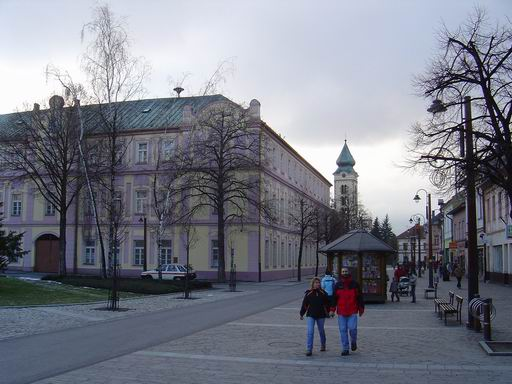
Plein Námestie osloboditeľov
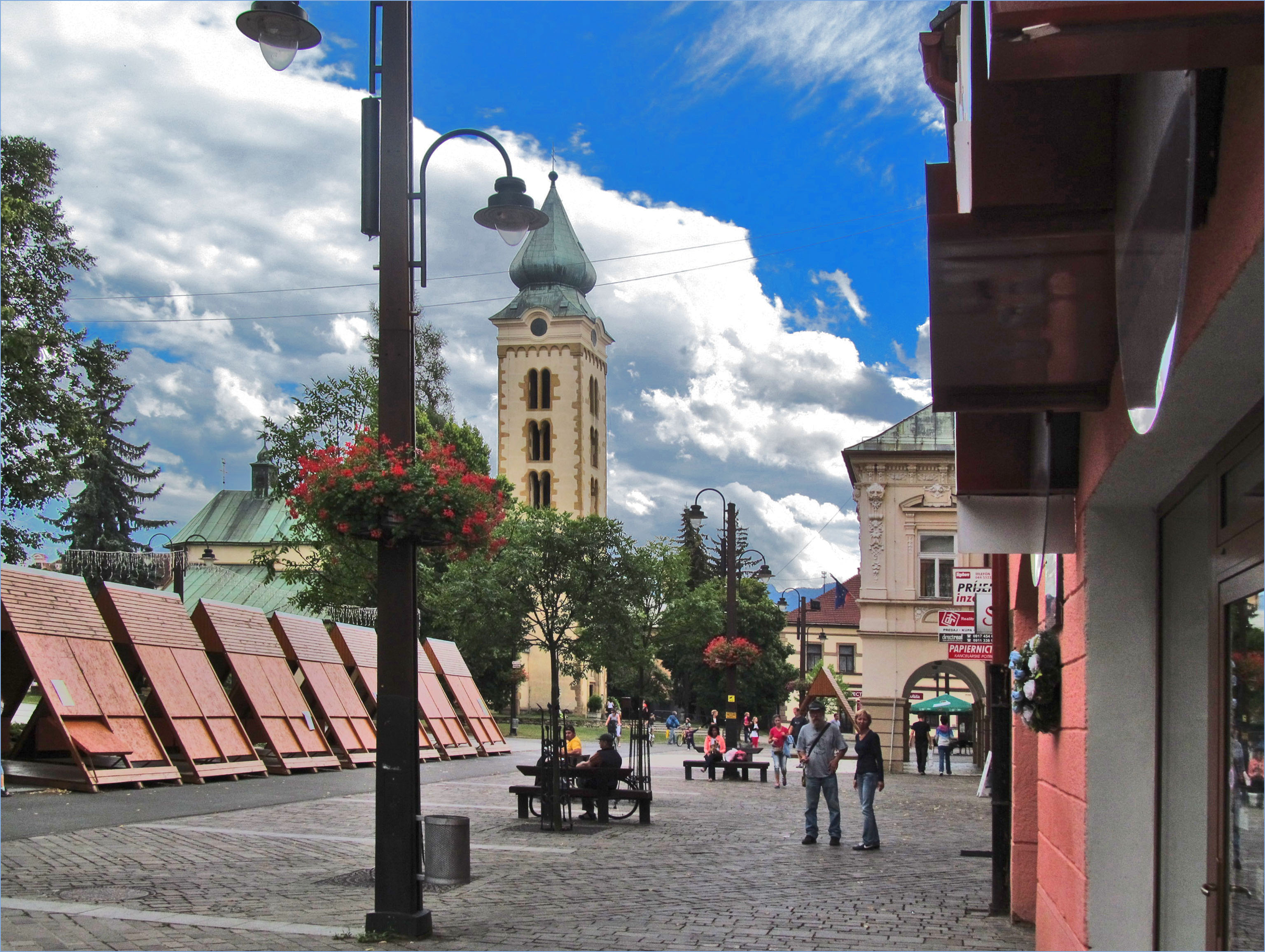
Straatbeeld